# Petite rue d'Austerlitz
Pour les articles homonymes, voir Rue d'Austerlitz.
Ne doit pas être confondu avec Rue d'Austerlitz (Strasbourg).
La petite rue d'Austerlitz, est une rue de la ville de Strasbourg, en France.

## Situation et accès
La rue est située à la limite des quartiers de la Bourse et de la Krutenau, qui sont englobés dans le quartier Bourse - Esplanade - Krutenau.
Longue d'une soixantaine de mètres, elle débute place des Orphelins et est orientée sud-ouest. Elle débouche sur la place d'Austerlitz, à proximité du débouché de la rue d'Austerlitz.

La station de tramway Porte de l'Hôpital (lignes A et D) ainsi que l'arrêt de bus éponyme des lignes 14 et 24 se trouvent à 350 m.

## Origine du nom

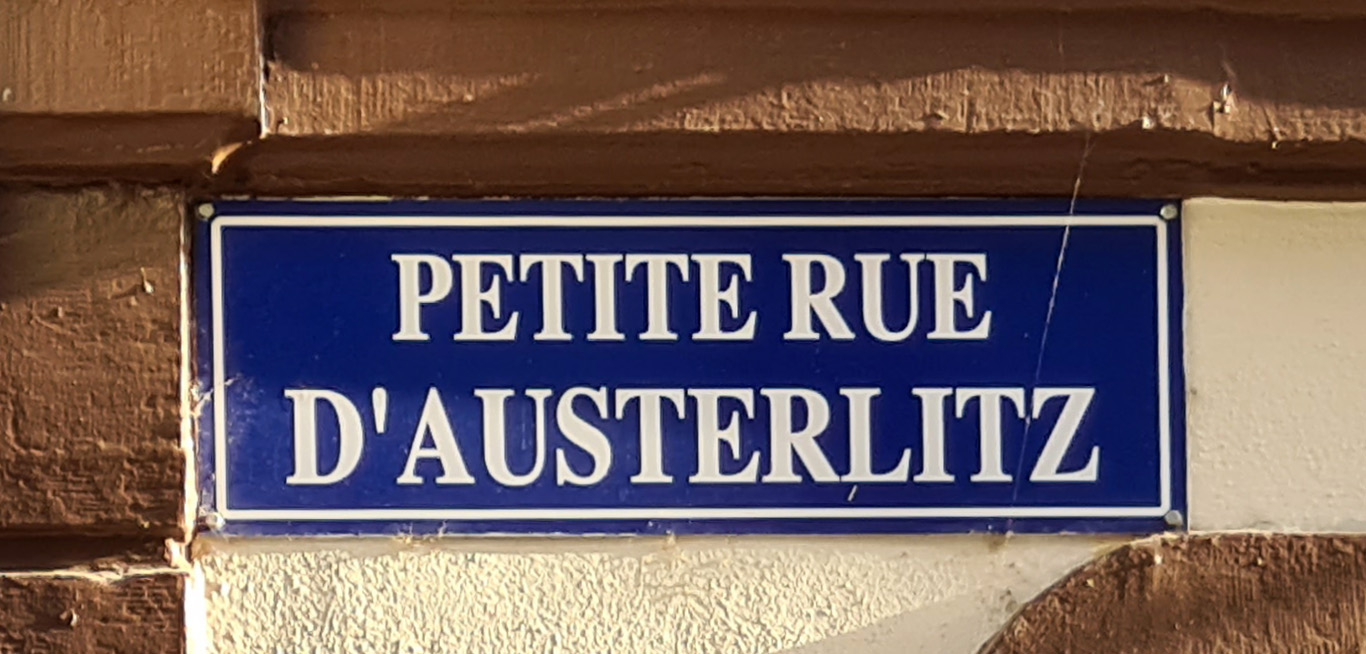
Plaque.

La rue tient son nom de la Bataille d'Austerlitz ayant eu lieu le 2 décembre 1805.